# Alex Lawther
Alex Lawther, född 4 maj 1995 i Petersfield, är en brittisk skådespelare.
Lawther har bland annat medverkat i TV-serien The End of the F***ing World. Han har även medverkat i filmerna The Imitation Game och Den lilla tygkaninen.

## Filmografi (i urval)
- 2014 – The Imitation Game
- 2017–2019 – The End of the F***ing World (TV-serie)
- 2023 – Den lilla tygkaninen (TV-serie)
- 2025 – Alien: Earth (TV-serie)